# Береговой (Приморский край)
В Приморье во Владивостокском городском округе есть село Береговое.
Берегово́й — упразднённый посёлок в Находкинском городском округе Приморского края. Исключен из учётных данных в 2024 году.

## География
Посёлок Береговой расположен на автотрассе город Находка — Врангель.
Посёлок Береговой стоит на восточном берегу бухты Врангеля залива Находка Японского моря, напротив микрорайона Врангель.
Расстояние от пос. Береговой до въезда в город Находка (на северо-запад) около 10 км, до микрорайона Врангель (на юго-восток) около 5 км.

## Население
| 1902 | 1915 | 2002 | 2010 |
| ---- | ---- | ---- | ---- |
| 57   | ↗234 | ↘82  | ↗86  |

## Транспорт
В двух километрах восточнее посёлка проходит железнодорожная линия Находка — порт Восточный.